# Confédération Compagnonnages Européens
Die C. C. E. G. (Confédération Compagnonnages Européens - Europäische Gesellenzünfte) ist eine im Jahr 1968 in Paris gegründete Dachorganisation europäischer Gesellenvereinigungen von Wandergesellen.
Seit 1978 ist sie vom Europarat mit teilnehmendem Statut ausgestattet und beim Strassburger Amtsgericht (Tribunal d’instance de Strasbourg) eingetragen. Alle fünf Jahre wird ein Europatreffen veranstaltet, welches im Wechsel von einem Mitglied ausgerichtet wird, um für die nächsten fünf Jahre den Präsidenten zu wählen.

## Mitglieder
- Deutschsprachiger Raum
  - Rechtschaffene Fremde Zimmerer und Schieferdeckergesellen
  - Rechtschaffene Fremde Maurer und Steinhauergesellen
  - Rolandschacht
  - Fremder Freiheitsschacht
  - Freie Vogtländer Deutschlands
- Frankreich
  - Union Compagnonnique Des Devoirs Unis
  - Fédération Nationale Compagnonnique des Métiers du Bâtiment (Frankreich)
- Belgien
  - Fédération Compagnonnique des Métiers du Bâtiment de Belgique (Belgien)
- Skandinavien
  - Forenede berejste Skandinaviske Handwaerkere FBSH

## Auszeichnungen
- 2006: Goldmedaille der Europäischen Messe für Restaurierung, Denkmalpflege und Stadterneuerung „denkmal 2006“, Leipzig

## Ausstellungen
- 2006: Teilnahme mit einem Stand auf der "„denkmal 2006“, Leipzig